# Tirolerhut

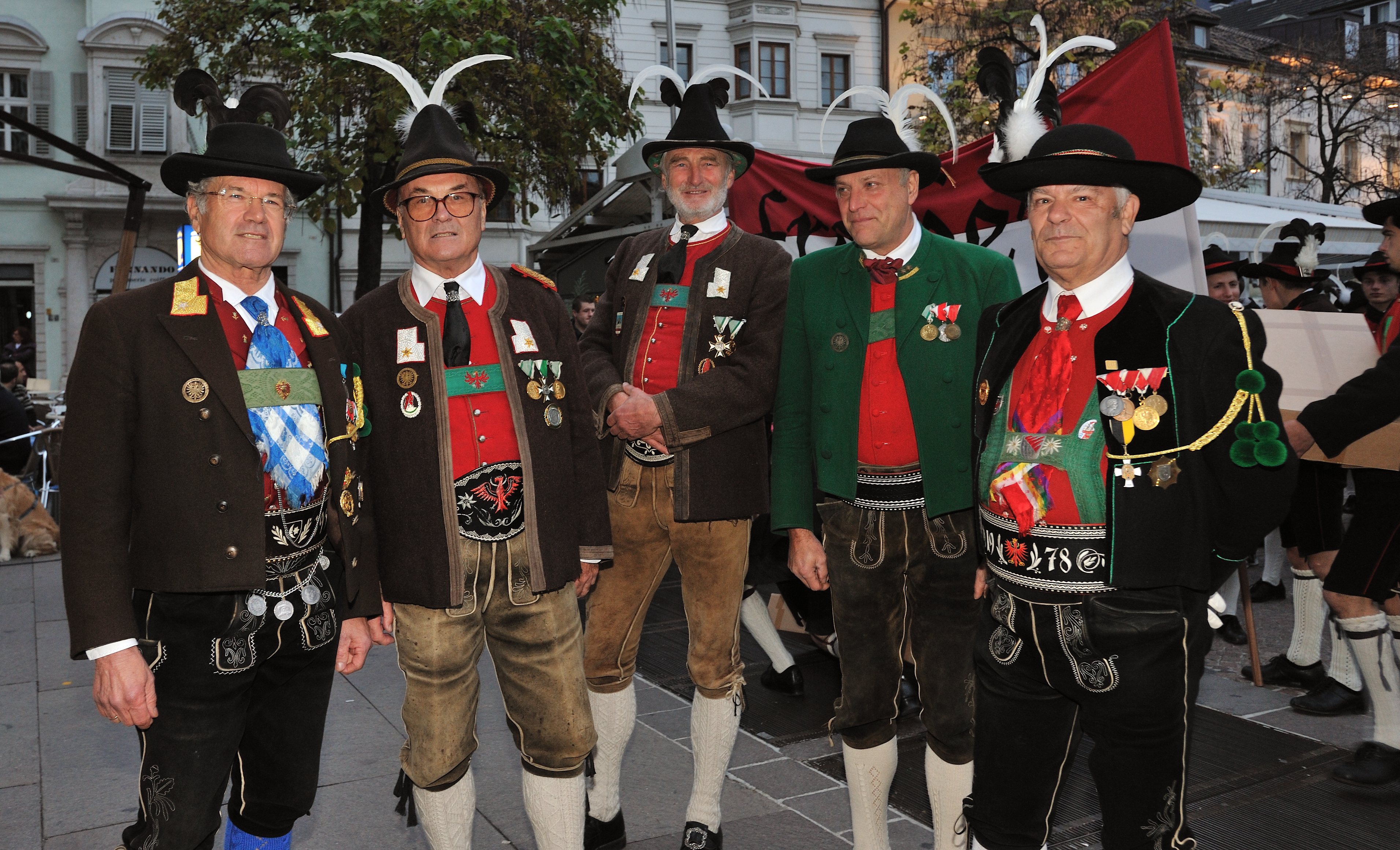
Tiroler Schützen – traditionelle Hutformen der Ortstracht, v. l. n. r.: Bozen STir., Lienz OTir., Abfaltersbach OTir., Kaltern STir., Jenesien STir. (Kommandanten)

Der Tirolerhut ist eine Kopfbedeckung, die ursprünglich aus dem Tirolischen stammt. Als typischer Tirolerhut galt zunächst ein meist spitz zulaufender Hut aus grünem Filz mit etwa handbreiter Krempe, wie er vor allem im Zillertal traditionell verbreitet war. Es existieren verschiedene Formen des Tirolerhuts, häufig verfügen die Hüte über eine farbige Hutschnur und Blumen oder Federn als Schmuckelemente. Bekannt wurde der Tirolerhut auch durch Eduard VIII., der sich nach seiner Abdankung häufig in der Steiermark aufhielt und dort oft eine Kopfbedeckung Tiroler Art trug, obwohl diese nicht von dort stammt.
Eine gewisse Vereinheitlichung des Erscheinungsbildes in den Tiroler Trachten fand im 19. und 20. Jahrhundert statt.
In den Lokaltrachten Tirols haben sich ursprüngliche, wenn auch seit den 1830/40ern der kontemporären Mode angepasste Hutformen erhalten – von den hohen, oben geflachten, relativ schmalgekrempten Hüten Nordtirols bis zu den flachen Tellern des Südtiroler Weinlandes.
Später wurde der Hut zum Imageträger „Tiroler Kultur“ als Tourismusmarke – auch durch Volksmusikgruppen  mit Fantasietrachten beeinflusst. Der Musiker Billy Mo interpretierte dazu 1962 das Lied Ich kauf’ mir lieber einen Tirolerhut, das dessen Verbindung zur Volksmusik („Blasmusik“) thematisiert; 1965 erschien die  gleichnamige Filmkomödie.

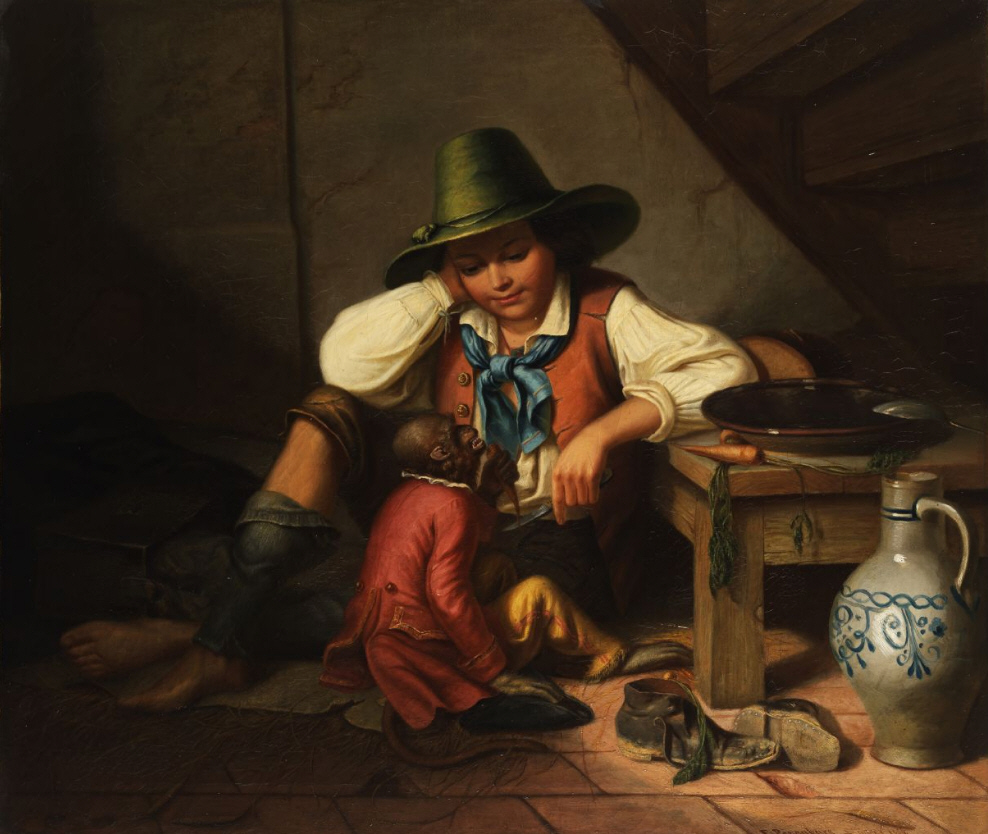
Knabe mit Tirolerhut und Äffchen. Öl auf Leinwand, ca. 1834
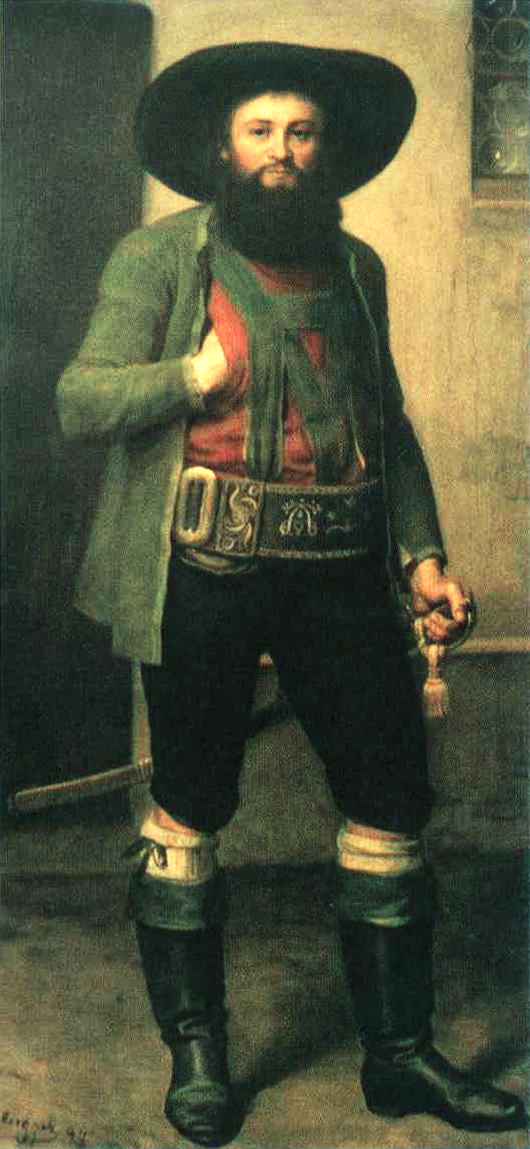
Andreas Hofer, mit dem typischen breitkrempigen, flachen Hut Südtiroler Gepräges (posthume Darstellung, Mitte 19. Jahrhundert)
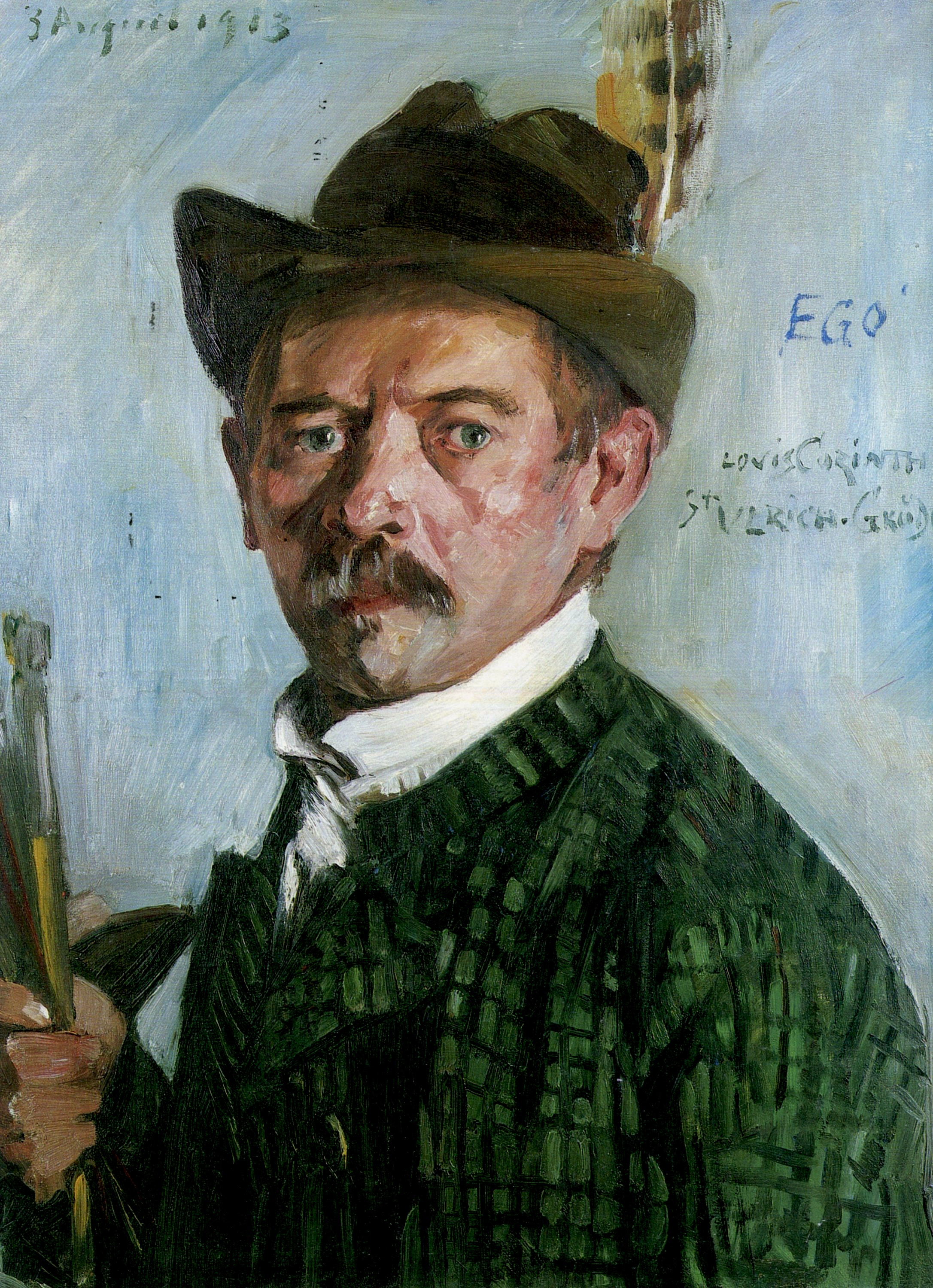
Selbstporträt mit Tiroler Hut, Lovis Corinth
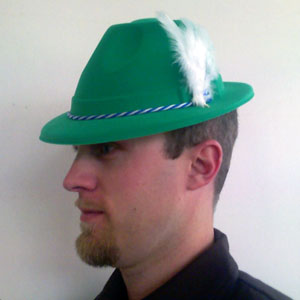
Faschingsartikel „Tirolerhut“
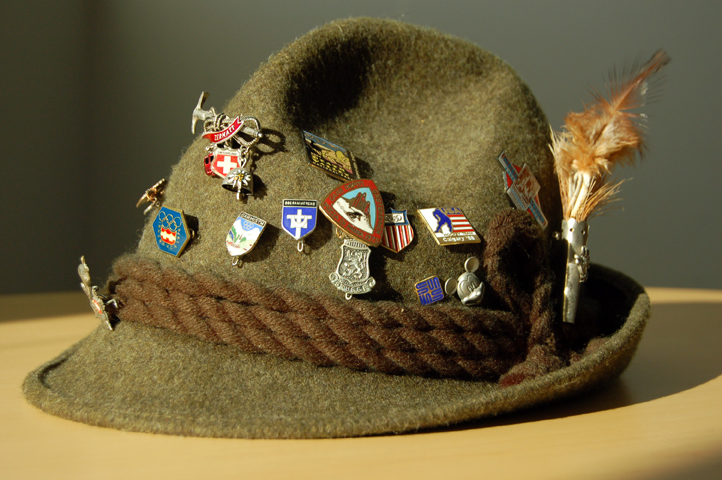
Tiroler Hut mit verschiedenen Ansteckern